# Psychotria trichostoma
Psychotria trichostoma är en måreväxtart som beskrevs av Elmer Drew Merrill och Lily May Perry. Psychotria trichostoma ingår i släktet Psychotria och familjen måreväxter. Inga underarter finns listade i Catalogue of Life.